# 芬斯伯里
芬斯伯里（Finsbury）是中倫敦的一個地區，構成了伊斯靈頓區的東南部，和倫敦市接壤。這一地區經常和芬斯伯里公園混淆，但芬斯伯里公園位於這一地區以北約5公里處。

## 外部連結
- .  (第11版). London. 1911.